# Simona Tassara
Simona Tassara (Loano, 4 maggio 1972) è un'ex cestista italiana.
Alta 174 cm, giocava come guardia.

## Carriera
Cresciuta nel Loano, esordisce in Serie A1 con l'Athena Cesena. Dal 1992 al 1996 e dal 1997 al 2000 veste la maglia del Faleria Porto Sant'Elpidio, in Serie A2. Nel 2002-03 vince lo scudetto con il Cras Taranto. Nel 2003-04 ha giocato con la Reyer Venezia, per poi passare alla Cras Taranto per un triennio. Nel 2007 è acquistata dalla Famila Schio.
Il 3 aprile 2008 ha conquistato l'EuroCup, in seguito alla vittoria di Schio a Mosca per 78-69. Il 3 maggio vince anche il campionato italiano, in seguito alla vittoria sulla Phard Napoli.

## Palmarès
- Campionato italiano: 3
Athena Cesena: 1989-90; Cras Taranto: 2002-03; Famila Schio: 2007-08
- Coppa dei Campioni: 1
Conad Cesena: 1990-91
- Coppa Italia: 1
Cras Taranto: 2003
- EuroCup Women: 1
Beretta Famila Schio: 2007-08